# Кантичка української різдвяної містерії
«Кантичка української різдвяної містерії» — мала антологія, збірка колядок, щедрівок, віншувань, вистав-вертепів, що побутують на території держави, творів різдвяної тематики поетів Західної України
Видана 2005 в місті Тернопіль.
- Редактор-упорядник — І. Ваврик.
- Музичний редактор — О. Ваврик.
- Художнє оформлення — Я. Омеляна.
- Передмова — О. Германа.

Розділи — «Колядки» (традиц., заг., нар.-патріот.), «Щедрівки» (у тому числі записані у селі Мізюринці Шумського району й на Лемківщині), «Віншівки» (у тому числі с. Мізюринці, Лемківщини, карпат., новорічні, особливі: на УЧХ, на укр. інвалідів, на «Просвіту», на церкву, на добрі справи), «Вертепи», «Різдвяна поезія» (див. «Богославень»). Усі колядки й щедрівки подані з нотами.